# Elaphocera hiemalis
Elaphocera hiemalis är en skalbaggsart som beskrevs av Wilhelm Ferdinand Erichson 1840. Elaphocera hiemalis ingår i släktet Elaphocera och familjen Melolonthidae. Inga underarter finns listade i Catalogue of Life.